# Coll de Guix (Pontils)
El Coll de Guix és un coll de muntanya del terme municipal de Pontils, de la comarca de la Conca de Barberà, a prop de Sant Magí de Brufaganya.
Es troba a 755,3 metres d'altitud, a l'extrem de llevant del terme municipal, a ponent del Coll de Camp, que fa de límit municipal i comarcal, entre les comarques de l'Anoia, l'Alt Camp i la Conca de Barberà. És a llevant de Sant Magí de Brufaganya, a migdia del Grony, al sud-oest del Turó de Pixallits i al nord-oest de la Serra de la Savinosa.